# Гойбах
Гойбах (нім. Heubach) — місто в Німеччині, знаходиться в землі Баден-Вюртемберг. Підпорядковується адміністративному округу Штутгарт. Входить до складу району Східний Альб.
Площа — 25,81 км2. Населення становить 9894 ос. (станом на 31 грудня 2020).